# Iosif Aleksandrovič Brodskij
Iosif Aleksandrovič Brodskij, noto anche come Joseph Brodsky (in russo Иосиф Александрович Бродский?, /ɪˈosʲɪf ɐlʲɪˈksandrəvʲɪt͡ɕ ˈbrot͡skʲɪj/; Leningrado, 24 maggio 1940 – New York, 28 gennaio 1996), è stato un poeta, saggista, drammaturgo e critico d'arte sovietico naturalizzato statunitense.
Considerato uno dei maggiori poeti russi del XX secolo, espatriato a causa della persecuzione politica, fu insignito del Premio Nobel per la letteratura nel 1987 e nel 1991 fu nominato poeta laureato (United States Poet Laureate). Scrisse principalmente in russo, fatta eccezione per i saggi, che scrisse in inglese.

## Biografia

### Infanzia e gioventù

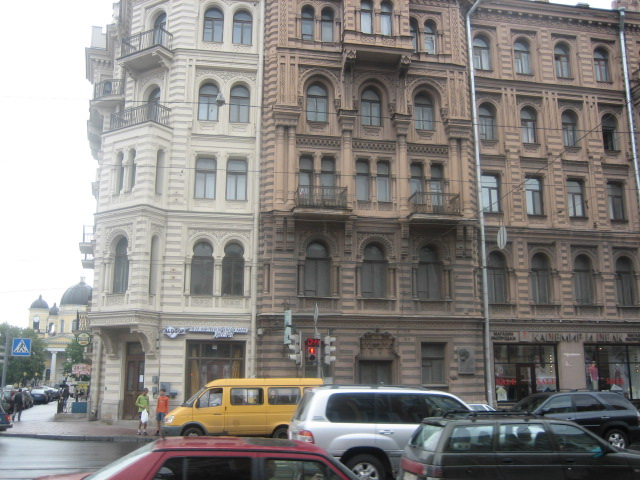
Casa di Brodskij a Leningrado

Nasce a Leningrado nel 1940 nella famiglia ebraica Schorr (Shor), di antica e illustre ascendenza rabbinica. Suo antenato in linea diretta è Joseph ben Isaac Bekhor Shor, rabbino ebreo-francese, poeta ed esegeta del Tosafot, attivo nel XII secolo. I primi anni della sua vita coincidono con quelli della seconda guerra mondiale e con l'assedio di Leningrado, nel corso del quale perde uno zio a causa della fame. Il padre, fotoreporter di guerra, è quasi totalmente assente durante l'infanzia di Brodskij. Terminato l'assedio, il giovane poeta e sua madre sono evacuati a Čerepovec per poi tornare a Leningrado nel 1944 in una nuova casa sul Litejnyj prospekt.
Nel 1947 comincia la formazione scolastica che non terminerà mai. Le idee estetiche di Brodskij si formano nella Leningrado di questi anni. L'architettura neoclassica, pur parzialmente distrutta dai bombardamenti, le infinite prospettive pietroburghesi, il suo carattere di città costruita sull'acqua e i relativi riflessi colorati sono tutte impressioni che ricorrono nelle opere del Brodskij più maturo.
Non ancora sedicenne, abbandona gli studi per lavorare come apprendista tornitore nella fabbrica Arsenal di Leningrado. Brodskij nutriva già da qualche tempo, infatti, il desiderio di aiutare economicamente la famiglia. Compiuti i sedici anni vuole diventare medico e per un mese lavora in un obitorio dove fa pratica con il sezionamento dei cadaveri. L'esperienza lo segna profondamente e dopo poco tempo abbandona i suoi propositi in campo medico. 
Nei cinque anni successivi all'abbandono degli studi svolge i lavori più disparati: da tornitore a fuochista a guardiano di un faro fino a partecipare a spedizioni geologiche in Sacha-Jacuzia ed in Siberia. Nell'estate del 1961 abbandona anche questo lavoro a causa di una crisi nervosa, ottenendo il permesso di tornare a Leningrado.
Sono questi anni in cui Brodskij legge moltissimo, anche senza un ordine preciso, in particolare letteratura religiosa, filosofica e poesia, e inizia a studiare inglese e polacco. Nel 1959 è già stato introdotto nell'ambiente letterario e ha collezionato conoscenze importanti del calibro di Evgenij Rejn, Anatolij Genrichovič Najman, Vladimir Ufljand, Bulat Šalvovič Okudžava e Sergej Donatovič Dovlatov. L'anno successivo a queste conoscenze in campo letterario partecipa alla sua prima grande esibizione pubblica, il Torneo dei poeti nel Palazzo della Cultura Gor'kij a Leningrado esibendosi con la lettura della sua poesia Cimitero ebreo che provoca uno scandalo.
Durante il viaggio a Samarcanda nel dicembre del 1960, Brodskij e il suo amico Oleg Šachmatov (ex pilota dell'aviazione) progettano di dirottare un aereo per fuggire all'estero. Tuttavia non hanno il coraggio di portare a termine l'idea. Più tardi Šachmatov sarà arrestato dal KGB per possesso illegale di armi e confesserà anche questo piano, oltre al progetto di uno scritto antisovietico di Michail Umanskij che Brodskij e il pilota volevano consegnare a uno statunitense incontrato per caso. Il 29 gennaio 1961 Brodskij è arrestato dal KGB ma liberato due giorni dopo.
Nell'agosto 1961 a Komarovo conosce, grazie alla mediazione di Rejn, la poetessa Anna Andreevna Achmatova, nel 1962 Nadežda Jakovlevna Mandel'štam e poco dopo, a casa dell'Achmatova, Lidija Korneevna Čukovskaja. Dopo la morte dell'Achmatova nel 1966, Brodskij e gli altri letterati a lei vicini vengono definiti orfani di Achmatova. Nello stesso periodo conosce la giovane pittrice Marianna Basmanova. Da questo momento a lei, celata sotto le iniziali "M.B.", Brodskij dedica molte poesie. Marianna Basmanova diventerà sua moglie e nel 1967 avranno un figlio, Andrej.

### Prime poesie e influenze
Stando allo stesso Brodskij, egli comincia a scrivere poesie a 18 anni. Tuttavia esistono alcune poesie datate 1956-1957. Uno dei maggiori ispiratori della poesia di Brodskij è stato, almeno all'inizio, Boris Abramovič Sluckij. Le poesie più celebri di questo primo periodo sono sicuramente Piligrimy (in russo: I pellegrini), Pamjatnik Puškinu (Monumento a Puškin) e Roždestvenskij romans (Romanza di Natale), caratterizzate da un'accentuata musicalità, a volte addirittura tendente all'improvvisazione jazz.
Sempre secondo Brodskij, prima Marina Ivanovna Cvetaeva e poi Osip Ėmil'evič Mandel'štam insieme a Evgenij Abramovič Baratynskij sono stati decisivi per la sua evoluzione poetica. Tra i contemporanei lo influenzarono maggiormente Rein, Ufland e Krasovickij. Più tardi Brodskij considererà poeti sommi la Achmatova, la Cvetaeva e Auden, a seguire Konstantinos Kavafis e Robert Frost. Il canone dei massimi poeti era concluso da Rainer Maria Rilke e Boris Pasternak. La prima poesia pubblicata da Brodskij è Ballad o malen'kom buksire (in italiano: Ballata del piccolo traino) apparsa nel 1962 su un giornale per bambini, il Kostёr.

### Processo ed esilio
Non passa molto dall'inizio della carriera poetica di Brodskij che iniziano anche i problemi con la censura sovietica. Le prime avvisaglie della persecuzione si manifestano con la pubblicazione di un articolo datato 29 novembre 1963 sul Večernij Leningrad nel quale si bollava Brodskij di parassitismo sociale, adducendo come prova citazioni dalle sue poesie, stravolte ed estrapolate dal loro contesto. Brodskij si accorge delle calunnie ma è più concentrato su problemi personali e in particolare sulla separazione dalla moglie Marina Basmanova; a questo periodo risale anche il tentato suicidio. L'8 novembre 1964 viene pubblicata una raccolta delle lettere alla redazione del Večernij Leningrad, in cui i lettori esigono una punizione per Brodskij e il 13 gennaio viene arrestato.
Il mese successivo ha il suo primo attacco di cuore che lo porterà per tutta la vita a soffrire di angina. Brodskij considererà questa malattia un costante avvertimento dell'incombere della morte, come si percepisce in molte delle sue poesie. Due sedute del processo furono stenografate da Frida Vigdorova e furono poi diffuse in samizdat.
Бродский: Поэт, поэт-переводчик.

Судья: А кто это признал, что вы поэт? Кто причислил вас к поэтам?

Бродский: Никто. (Без вызова). А кто причислил меня к роду человеческому?

Судья: А вы учились этому?

Бродский: Чему?

Судья: Чтобы быть поэтом? Не пытались кончить вуз, где готовят… где учат…

Бродский: Я не думал… я не думал, что это даётся образованием.

Судья: А чем же?

Бродский: Я думаю, это… (растерянно) от Бога…

Судья: У вас есть ходатайства к суду?

Бродский: Я хотел бы знать: за что меня арестовали?

Судья: Это вопрос, а не ходатайство.

Brodskij: Poeta, poeta e traduttore.

Giudice: E chi ha riconosciuto che siete poeta? Chi vi annovera tra i poeti?

Brodskij: Nessuno. (senza sfida) E chi mi annovera nel genere umano?

Giudice: Avete studiato per questo?

Brodskij: Per cosa?

Giudice: Per essere un poeta! Non avete cercato di completare l'università dove preparano... dove insegnano...

Brodskij: Non pensavo... Io non pensavo che ci si arrivasse con l'istruzione

Giudice: E come?

Brodskij: Io penso che...(confuso) venga da Dio...

Giudice: Аvete richieste?

Brodskij: Vorrei sapere perché mi hanno arrestato

Giudice: Questa è una domanda non una richiesta

Brodskij: Allora non ho richieste.»
(dialogo tra Brodskij e il giudice, stenografato da Frida Vigdorova)
Dalle stenografie risulta che tutti i testimoni dell'accusa cominciano i propri interventi con le parole: «Io personalmente non conosco Brodskij...», frase che ricorda il famoso "Io, il romanzo di Pasternak non l'ho letto, ma lo disapprovo" pronunciata durante la persecuzione di Pasternak da parte della censura. Tra i testimoni dell'accusa si segnala un certo Nikolaev, un pensionato convocato apposta per una deposizione contro Brodskij e Voievodin, membro dell'Unione degli Scrittori che aggiungerà anche l'accusa di pornografia oltre a quelle già citate di parassitismo e infine l'accusa gravissima di assenza di amore per la patria e per il suo popolo. Brodskij fu inoltre volgarmente tacciato di essere un «pigmeo ebreo con pantaloni di velluto a coste»
Il 13 marzo 1964 Brodskij è condannato al massimo della pena prevista per il reato di parassitismo: 5 anni di lavori forzati in esilio nel distretto di Konoša. Fu deportato in un treno per diversi giorni. Tuttavia in un'intervista Brodskij parla del periodo dell'esilio come del più felice della sua vita in quanto può dedicarsi allo studio della poesia inglese, in maniera particolare delle opere di W. H. Auden. Brodskij non venne infatti internato in un vero e proprio gulag ma confinato in una fattoria agricola, dove visse in una capanna, e lavorò in condizioni di relativa "libertà", pur facendo anche lavori pesanti come bracciante agricolo, bottaio, operaio addetto alla copertura dei tetti, consegna di tronchi di legno dai siti di disboscamento ai siti di carico, spostamento di pietre da terreni da dissodare. Le sue condizioni cardiache peggiorarono.
Oltre alle numerose pubblicazioni poetiche per le case editrici dell'emigrazione russa all'estero (Vozdušnye puti, Novoe russkoe slovo e altre), tra agosto e settembre del 1965 vedono la luce due suoi componimenti su Prizyv, (in russo: il richiamo) rivista locale del distretto di Konoša. Il processo al poeta dà l'impulso alla nascita del Movimento in difesa dei diritti umani in URSS e attira l'attenzione dell'Occidente sulle violazioni dei diritti umani in Unione Sovietica. La stenografia del processo a opera di Frida Vigdorova viene diffusa sulle più importanti testate estere come il New leader, Le Figaro, Encounter e addirittura letta dalla BBC.
Con la partecipazione attiva dell'Achmatova fu condotta una campagna pubblica in difesa di Brodskij: figure di spicco di questa campagna compaiono la stenografa Frida Vigdorova e Lidija Čukovskaja. Per ben un anno e mezzo queste scrivono lettere e appelli in favore di Brodskij a tutti gli organi giuridici e di partito e cercano di coinvolgere nella campagna tutte le persone più influenti del sistema sovietico, quali Šostakovič, Maršak, Čukovskij, Paustovskij, Tvardovskij e German. Successivamente, sotto la pressione dell'opinione pubblica sovietica e mondiale (soprattutto dopo il discorso al governo sovietico di Jean-Paul Sartre e di altri intellettuali di fama mondiale) la durata della pena viene ridotta restringendola al periodo già scontato, consentendo così a Brodskij di tornare a Leningrado. Secondo l'opinione di Gordin:
(Jakov Gordin)
Nell'ottobre del 1965, su raccomandazione di Boris Bachtin e Čukovskij, entra nella sezione dei traduttori dell'Unione degli scrittori dell'URSS, il che gli evita ulteriori accuse di parassitismo. Nelle sue interviste Brodskij si è sempre dichiarato contrario all'immagine di oppositore al potere sovietico, spesso attribuitagli dai mass media occidentali. Tuttavia Volgina racconta che Brodskij:
(A. Volgina, Iosif Brodskij)

Brodskij stesso, inoltre, affermò in più di un'occasione:
(Conversazione tra Brodskij e B. Vajl')
 Brodskij non abbandonerà mai questa posizione, neanche nel periodo di maggior successo negli Stati Uniti.

### Gli ultimi anni in patria
Dopo il ritorno a Leningrado Brodskij rimane in Russia ancora sette anni. Intanto nel marzo del 1966 era morta l'Achmatova. Ancora prima aveva cominciato a disgregarsi il coro magico (in russo волшебный хор?) di giovani poeti che la circondava. Alla fine del 1965 Brodskij consegna all'Unione degli scrittori il suo primo manoscritto: Zimnjaja počta (in russo: La posta invernale). Dopo una sofferenza durata mesi e nonostante la moltitudine di recensioni positive interne all'Unione degli scrittori, il manoscritto è restituito all'autore. Nel 1966-1967 escono quattro componimenti del poeta (Ja obnjal eti pleči i vzgljanul, Oboz, Pamjati Eliota e V derevne Bog živët ne po uglam) oltre alle pubblicazioni presso giornali per bambini. Segue il periodo del silenzio pubblico. Ai lettori di Brodskij non rimasero che le sue traduzioni.

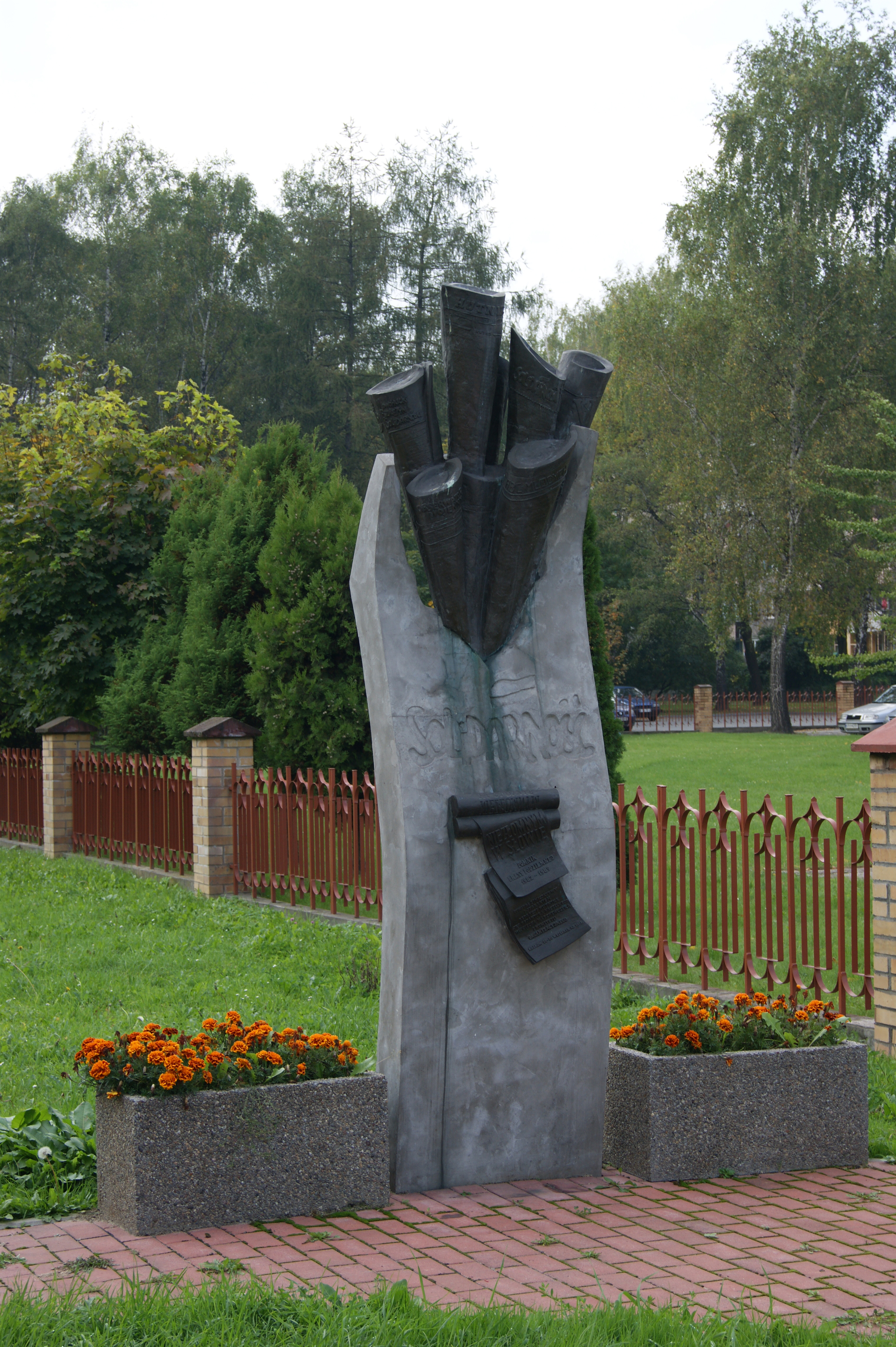
Monumento al samizdat a Cracovia

Anche se non pubblica quasi nulla, questi sono anni di intensa creatività poetica, che culminano nei versi inclusi più tardi nei libri editi negli USA: Ostanovka v pustyne (Fermata nel deserto), Konec prekrasnoj epohi, (Fine della Belle Époque) Novye stansy k Avguste (Nuove stanze per Augusta). Nel 1965-1968 lavora al poema Gorbunov i Gorčakov, al quale attribuirà una grande importanza. Oltre ai rari interventi pubblici e alle letture a casa di amici, i suoi testi erano largamente diffusi in samizdat e in magnitizdat (metodo di diffusione clandestina di musica), grazie alla trasposizione musicale di alcuni suoi componimenti a opera di Aleksandr Mirzajan e Evgenij Kljačkin
In questi anni Brodskij diventa sempre più celebre, comincia a essere invitato nelle università occidentali, gli si chiedono interviste e diventa popolare anche tra gli studiosi slavisti pur non riuscendo a ottenere dalle autorità alcun permesso di lasciare il paese. Il KGB, dal canto suo, continua a tenerlo sotto controllo pur non disturbando l'apparente tranquillità di questo periodo della sua vita. Oltre alle traduzioni, i mezzi a disposizione di un letterato escluso dal sistema non erano molti: qualche recensione da esterno per un giornale o qualche lavoro occasionale negli studi cinematografici. In quest'ultimo settore recita la parte di un segretario della sezione cittadina del Partito nel film Poezd v dalëkij avgust. Per ordine del Comitato per il cinema le immagini in cui compare Brodskij sono state successivamente distrutte.
Fuori dai confini dell'Unione Sovietica Brodskij è sempre più letto, sia in russo sia in traduzione, soprattutto in inglese, polacco e italiano. I testi delle poesie e le bozze erano stati consegnati segretamente agli editori statunitensi o, come nel caso del poema Gorbunov e Gorčakov, spediti per posta diplomatica. Nel 1967 in Inghilterra viene pubblicata una raccolta di traduzioni non autorizzata dall'autore, dal titolo Joseph Brodsky. Elegy to John Donne and other Poems tradotti da Nicholas Bethell Nel 1970 a New York esce Fermata nel deserto, il primo libro di Brodskij pubblicato con il suo consenso. Nel 1971 Brodskij è eletto membro dell'Accademia delle belle arti di Monaco di Baviera.

### Emigrazione

#### La partenza
Nel maggio 1972 Brodskij fu chiamato dall'ОVIR, il dipartimento per i visti e gli stranieri dell'Unione Sovietica. Lì viene posto davanti alla scelta: emigrazione immediata oppure prepararsi a subire quotidiani interrogatori, carcerazioni e reclusioni in ospedali psichiatrici
Intanto nel 1964 gli era già capitato due volte di essere ricoverato negli ospedali psichiatrici e questo era stato per Brodskij, stando ai suoi stessi scritti, molto peggio dell'esilio o del carcere. 
Brodskij non esita, a questo punto, a lasciare l'Unione Sovietica
Prima della partenza Vladimir Rafailovič Maramzin propone all'autore di raccogliere tutti i manoscritti delle opere per poterle poi pubblicare clandestinamente in samizdat in Russia una volta espatriato l'autore: risultato di questa proposta fu la prima, e fino al 1992 l'unica, raccolta delle opere di Brodskij in Russia.
Nel giugno del 1972 Brodskij lascia Leningrado, già privato della cittadinanza sovietica, alla volta di Vienna: qui conosce personalmente il poeta inglese che più di tutti l'aveva ispirato negli anni dell'esilio, Wystan Hugh Auden, che al momento risiedeva nella capitale austriaca. Il poeta inglese dimostra grande solidarietà nei confronti di Brodskij introducendolo negli ambienti letterari di Vienna, come lo stesso Brodskij riporta in un'intervista Assieme a Auden, nel giugno dello stesso anno, partecipa al Poetry International, un incontro internazionale di poeti che si tenne a Londra dove stringe amicizie importanti, come quelle con Isaiah Berlin, Seamus Heaney e Robert Lowell. 
Poco tempo dopo ottiene un posto come professore presso l'Università del Michigan stando a quanto afferma Heaney in una sua lezione sulla poesia.

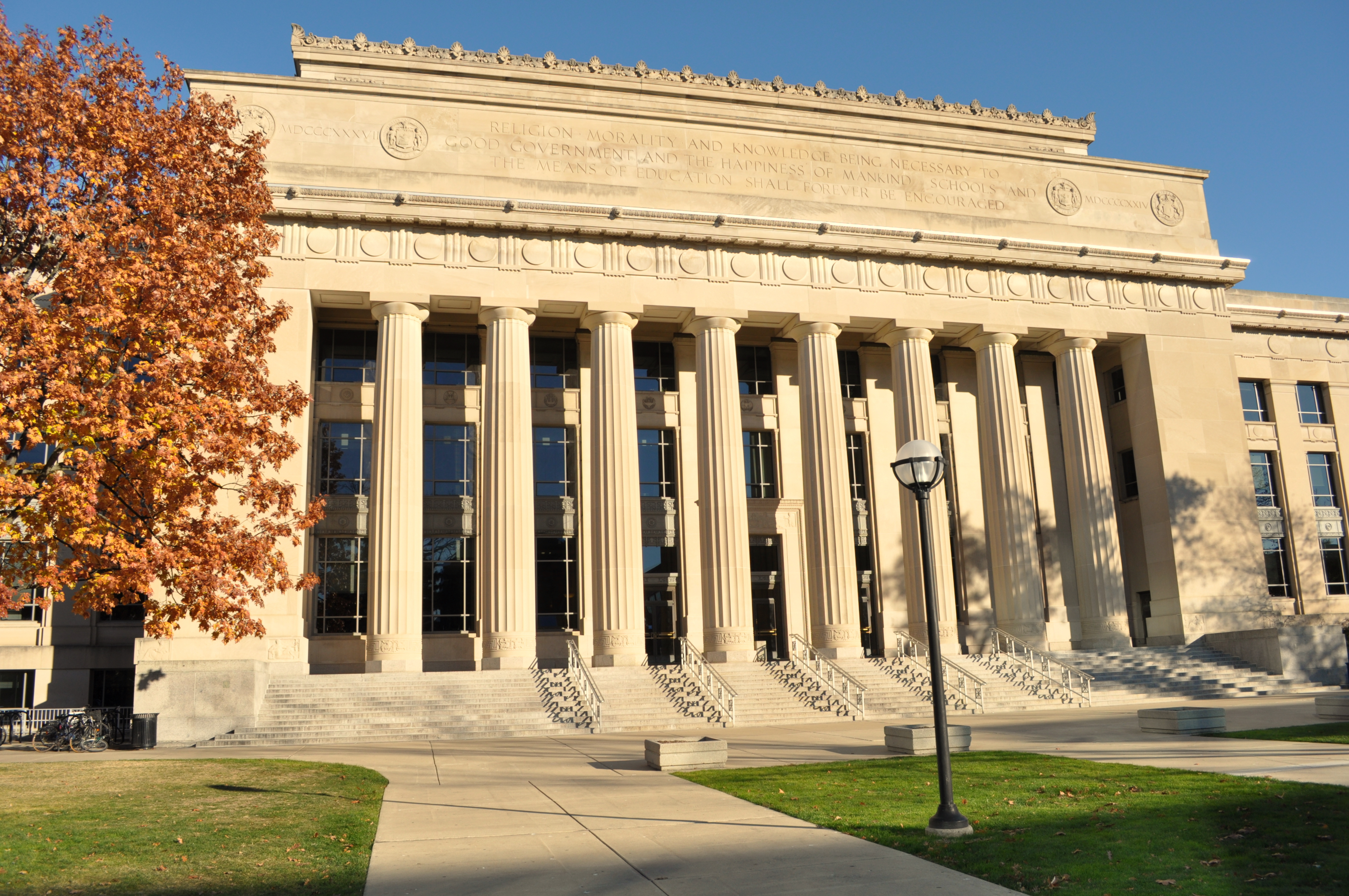
Università del Michigan, dove Brodskij insegnò dal 1972 al 1980

#### Periodo statunitense
Nel luglio 1972 Brodskij parte per gli Stati Uniti e si stabilisce nella città di Ann Arbor, per insegnare fino al 1980 all'Università del Michigan. Per i successivi 24 anni terrà lezioni in molte università nordamericane, come l'Università di New York e la Columbia University. Insegna storia della letteratura russa, teoria del verso, legge pubblicamente i propri versi ai forum e ai festival internazionali di poesia in svariati stati: USA, Canada, Inghilterra, Irlanda, Francia, Svezia e Italia
La didattica di Brodskij era sostanzialmente originale e diversa dalle consuetudini dei suoi colleghi. Scrive Losev:
(Lev Losev (1999))
Mentre Brodskij è negli Stati Uniti, i suoi genitori per ben dodici volte fanno richiesta di poter far visita al figlio, senza mai ottenerne il permesso. Allo stesso poeta verrà addirittura negato di presenziare al funerale tanto della madre quanto del padre. Ai genitori Brodskij dedica la raccolta Parte del discorso (Čast' reči) (1977), e le poesie Mysl' o tebe udaljaetsja (1985), Pamjati otca: Avstralija (1989) e il saggio Poltory komnaty (1985).
Nel 1977 ottenne la cittadinanza statunitense e dal 1980 si trasferisce nel Massachusetts a South Hadley, dove dal 1982 fino alla morte insegnerà al Consorzio dei cinque college Nel 1990 sposa l'aristocratica italiana di origine russa Maria Sozzani, dalla quale ha una bambina, Anna.

#### Poeta e saggista
Già prima di emigrare in Occidente, Brodskij era largamente conosciuto, soprattutto a partire dal 1964 quando furono rese note le registrazioni e le stenografie del processo a carico del poeta. La sua vita all'estero mutò sensibilmente rispetto alle restrizioni a cui era costretto in URSS. Brodskij pubblica regolarmente sulle pagine di giornali e riviste statunitensi e britanniche; in particolar modo su quelle dedicate all'emigrazione russa tra cui il Vestnik russkogo christianskogo dviženija, l'Echo e Kontinent. In Russia non riesce a far stampare ufficialmente quasi nulla a causa della censura; (come si è già detto, la prima raccolta in russo è quella in samizdat del 1977) e perciò per qualche anno non compare alcuna pubblicazione di poesie di Brodskij che all'epoca scriveva solo in russo.
È stato ironicamente notato che "Si ha l'impressione che a Iosif Brodskij russo sia succeduto un Joseph Brodsky statunitense e i due abbiano felicemente convissuto per un quarto di secolo, dividendosi i compiti: a Brodskij la poesia e a Brodsky i saggi e la critica"
Le opere di questo periodo appariranno più tardi divise in due raccolte: una comprende i componimenti dal 1964 al 1971 (Fine della Belle Époque) e l'altra quelli dal 1971 al 1972 (Parte del discorso). Motivo di questa divisione non furono tanto ragioni autobiografiche (l'emigrazione, peraltro sminuita nella sua importanza da Brodskij) ma l'evoluzione della sua linea poetica visibilmente mutata nei temi e nello stile.
Alle raccolte appena menzionate appartengono i testi Natjurmort (Natura Morta), Odnomu tiranu (A un tiranno), Pesnja Nevinnosti (Canzone dell'innocenza) Odissej Telemaku (Odisseo a Telemaco), Pis'ma rimskomu drugu (lettera a un amico romano), e Pochorony Bobo (il funerale di Bobo). La poetica di questo periodo è ben riassumibile con l'affermazione di Brodskij espressa durante il discorso al conferimento del Nobel: 
(Discorso di Brodskij durante il conferimento del Nobel)
In tutte le raccolte pubblicate dopo il 1971 Brodskij non include mai poesie già pubblicate in precedenza, fatta eccezione per Novye stansy k Avguste (Nuove stanze per Augusta) in cui include poesie dedicate alla sua prima moglie (Marina Basmanova) ma queste costituiscono un capitolo separato di tutta la produzione brodskjana, stando a quanto ha affermato lui stesso: «Questa è l'opera più bella e importante della mia vita e andrebbe letta a parte. Purtroppo non ho scritto la Divina Commedia, né mai d'altronde riuscirò a scriverla, ma in qualche modo, con Novye stansy k Avguste, è nato un libriccino poetico con un proprio soggetto.»
A testimoniare l'importanza di questo libriccino si potrebbe addurre il fatto che questo è stato il suo unico libro di poesie, tra quelli stampati in Russia, a essere curato direttamente da Brodskij. Dal 1972 iniziа a scrivere anche saggi, attività che non abbandonerà più fino alla sua morte. Caratteristica principale di questo genere in Brodskij è la scelta della lingua: non più il russo come era avvenuto e avverrà per le poesie, bensì l'inglese.
Negli USA vengono pubblicati tre libri di saggistica: Less than one, Watermark (Fondamenta degli incurabili) e On Grief and Reason.
La saggistica non fu una parte di minor rilievo nella sua produzione e anzi contribuì in maniera cospicua alla fama di Brodskij al di fuori dei confini dell'Unione Sovietica, oltre a fornire una preziosa chiave di lettura della sua poetica, senza contare i riconoscimenti ufficiali che questi saggi ottennero.

Per esempio, il libro Less than One fu premiato come miglior libro di critica del 1986 dal National Book Critics Circle. Nel 1987, contemporaneamente alla pubblicazione di Uranija, riceve il Premio Nobel per la letteratura con la motivazione 
(Motivazione del Nobel)
.
Il suo discorso di ringraziamento, come già detto in precedenza, è un vero riassunto del suo credo personale e poetico. Sono divenute celebri le prime parole di questo discorso:
(Discorso di Brodskij durante il conferimento del Nobel, traduzione di D. Pugnana)
Negli anni Novanta escono quattro nuove raccolte: Primečanija paporotnika (in russo: Osservazioni della Felce) Kappadokija (Cappadocia), V okresnostjach Atlantidy (Nei dintorni di Atlantide) e Pejzaž s navodneniem (Paesaggio con alluvione), quest'ultimo pubblicato postumo presso la casa editrica Ardis Publishing. 
Il giudizio di critici e lettori non è stato sempre favorevole e in Brodskij si è sempre visto tutto e il contrario di tutto: i cristiani lo accusavano di talmudismo, gli ebrei di essersi venduto alla cultura occidentale; i classicisti lo accusavano di avanguardismo e gli avanguardisti di classicismo; i rappresentanti della scuola di Leningrado dubitavano della sua fedeltà ai loro canoni, i moscoviti ravvisavano in lui gli errori dei leningradesi
Tra le critiche più pesanti a Brodskij ricordiamo quella di Solženicyn che gli contestava, in un articolo sulla rivista Novyj mir, più che altro la sua Weltanschauung.

#### Drammaturgo, traduttore
Alla penna di Brodskij si devono anche due pièces teatrali: Mramor (Marmi) del 1982 e Demokratija (La democrazia) del 1990-1992. Sempre in ambito teatrale si occupa della traduzione di opere inglesi (in maniera particolare di Tom Stoppard) e irlandesi (Brendan Behan). L'opera di traduttore non si ferma qui e durante la sua vita Brodskij ha dato un importante contributo alla traduzione di autori stranieri in russo. 
Tra i numerosi autori da lui tradotti si annoverano: Euripide, Konstantinos Kavafis, Czesław Miłosz, John Donne, Tomas Venclova, Andrew Marvell, Richard Wilbur e anche molti italiani, tra cui Salvatore Quasimodo e Umberto Saba. Tra le poche traduzioni verso l'inglese possiamo citare, oltre alle autotraduzioni, quelle di Mandel'štam, Cvetaeva, Wisława Szymborska e altri. Susan Sontag, scrittrice statunitense ed amica di Brodskij, affermava che per lui la condizione di esule ha rappresentato un'occasione per diventare un poeta mondiale. Negli Stati Uniti, Brodskij si immerge totalmente nella vita letteraria e pubblica, con contributi di vario genere.

#### Poeta laureato
Le più importanti testate pubblicavano i suoi interventi a favore di scrittori perseguitati quali Salman Rushdie, Natal'ja Gorbanevskaja, Konstantin Azadovskij, Tomas Venclova, cercando di aiutare, con lettere di raccomandazione, una gran quantità di persone, anche in virtù della sua condizione economica relativamente agiata.
Nel 1991 riceve il titolo di poeta laureato dalla Biblioteca del Congresso. Brodskij si impegnò per la diffusione della poesia e della letteratura in generale, fondando, insieme a Andrew Carroll nel 1993 l'American Poetry and Literacy Project. In quell'anno più di un milione di libri di poesie furono distribuiti in scuole, hotel, stazioni e supermercati su iniziativa di Brodskij.
Non molto tempo prima di morire Brodskij coltiva l'idea di fondare un'Accademia russa a Roma. Nell'autunno del 1995 si rivolge alle autorità romane con la proposta di fondare un'Accademia in cui potessero studiare artisti, letterati e intellettuali provenienti dalla Russia. Quest'idea fu realizzata solo dopo la sua morte, nel 2000, con i fondi della borsa di studio istituita in sua memoria.

#### Produzione in inglese
Nel 1973 appare la prima raccolta di versi in inglese autorizzata dal poeta, Selected Poems, anche se la traduzione in inglese non è di Brodskij, ma di George Klein corredata da una prefazione di Auden. I successivi tre libri di traduzioni (A Part of Speech (1980), To Urania (1988), So forth (1996)) furono invece tradotti dall'autore stesso. Gli ultimi due contenevano anche poesie scritte originariamente in inglese. Con gli anni Brodskij si fida sempre meno delle traduzioni fatte da altri e contemporaneamente comincia a scrivere direttamente in inglese, per quanto egli stesso abbia più volte affermato di non sentirsi un poeta bilingue e di considerare la scrittura in inglese più che altro un gioco. Per autodefinirsi, Brodskij amava usare la formula lapidaria:
(Brodskij in Losev (2006))

### La riabilitazione

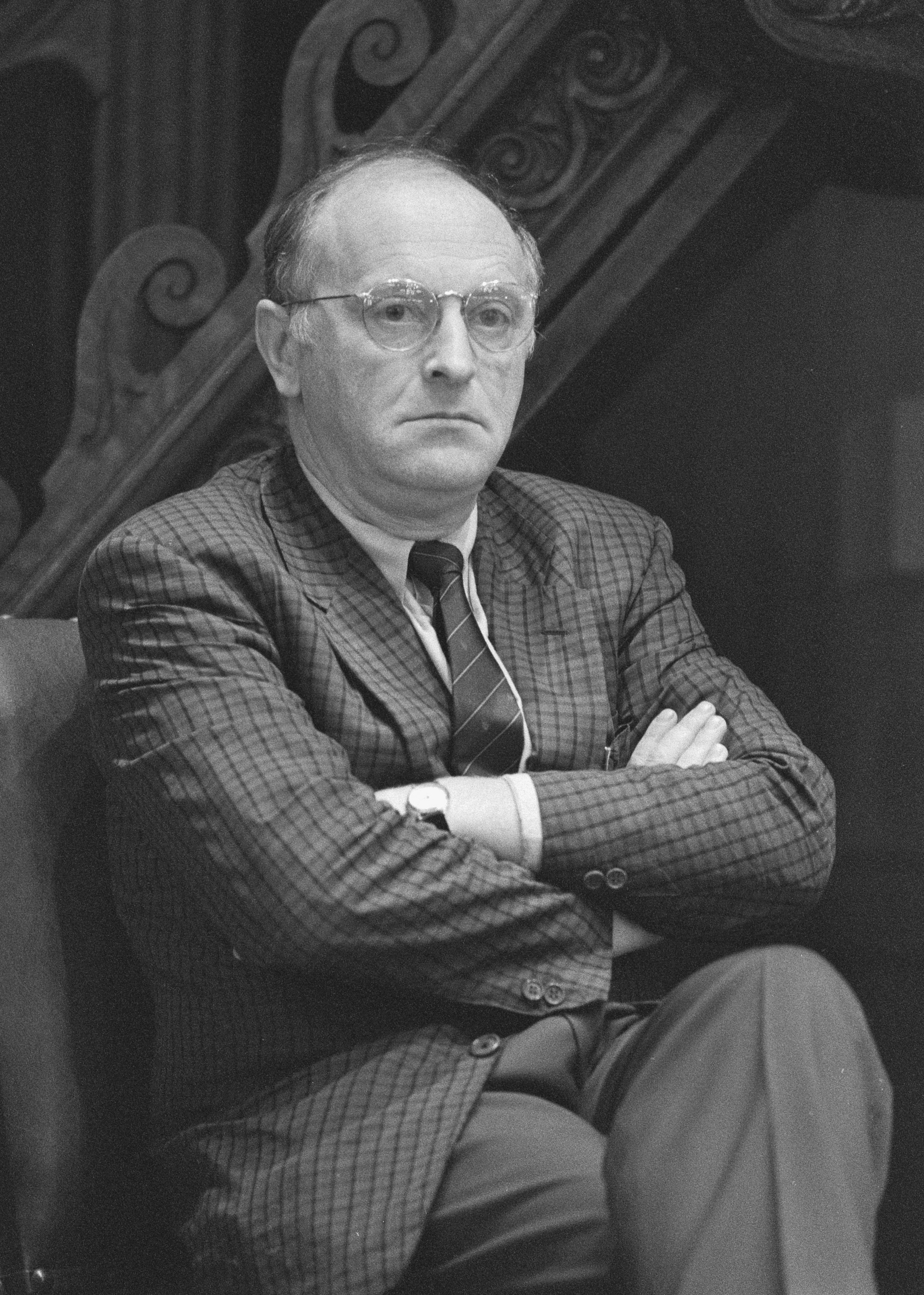
Brodskij nel 1988

La Perestrojka in URSS e la consegna a Brodskij del premio Nobel mettono fine al silenzio imposto in patria sulle sue opere, che vedono un'esplosione di popolarità. La prima pubblicazione ufficiale compare su un volumetto della rivista Novyj Mir. Fino ad allora la poesia di Brodskij era conosciuta solo da un piccolo gruppo di persone grazie alla circolazione clandestina in samizdat. Nel 1989 è riabilitato nei suoi diritti civili dal governo sovietico.
Nel 1992 vede la luce la raccolta delle sue opere complete in quattro tomi sul territorio della Federazione Russa, e nel 1995 gli viene conferita la cittadinanza onoraria di San Pietroburgo. Seguono svariati inviti a rientrare in patria. Per un po' di tempo Brodskij procrastina il ritorno: lo metteva a disagio il carattere pubblico dell'evento e l'attenzione della stampa che inevitabilmente lo avrebbe perseguitato. Un altro fattore che lo tratteneva erano i problemi di salute. Il suo amico Michail Baryšnikov ha raccontato: «Si stava uccidendo con il bere, il cibo, il fumo ininterrotto: la combinazione dei tre è stata fatale al suo cuore».

### Morte e sepoltura

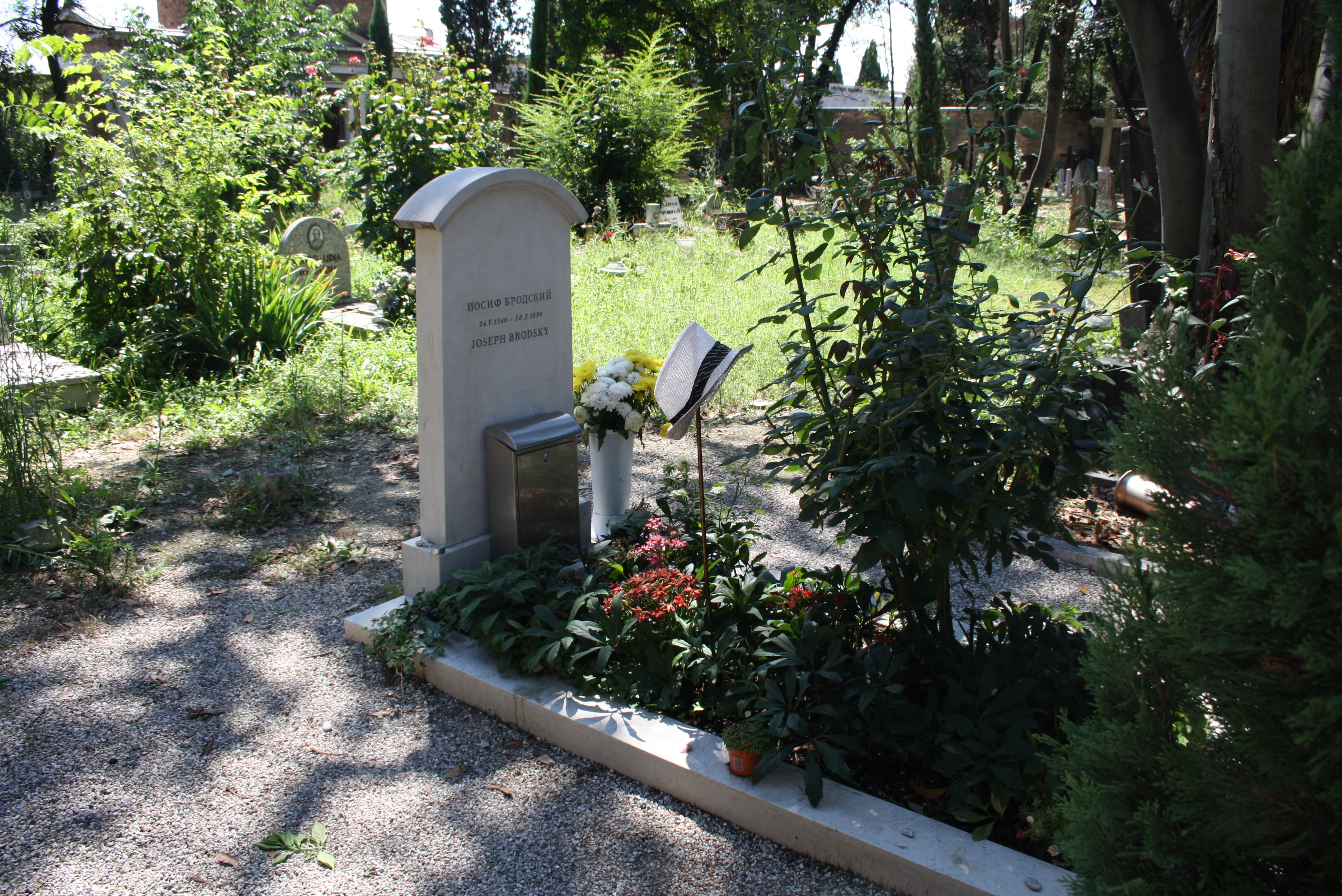
Tomba di Brodskij

Il 28 gennaio 1996 a New York Brodskij, mentre si prepara a partire per South Hadley e iniziare un nuovo semestre all'università, muore d'infarto nel proprio studio. Il 1º febbraio nella chiesa parrocchiale Grace Church a Brooklyn viene celebrata la messa funebre e il giorno dopo ha luogo la sepoltura temporanea del poeta nel cimitero adiacente alla chiesa della Trinità, sulla riva del fiume Hudson. Intanto l'attivista politica e deputato della Duma Galina Starovojtova avanza alla vedova Brodskij la proposta di trasferire la salma a Pietroburgo. L'offerta venne respinta perché per la moglie «questo avrebbe significato decidere al posto di Brodskij sulla questione del ritorno in patria».
La soluzione del problema del luogo di sepoltura definitivo ha occupato più di un anno. Secondo quanto afferma la vedova, l'idea di seppellire Brodskij a Venezia venne suggerita da uno dei suoi amici. Era, dopo San Pietroburgo, una delle città più care a Brodskij. L'Italia era tra l'altro anche la patria della moglie di Brodskij (nata a Compignano, vicino a Lucca). Venezia aveva il vantaggio di essere "più vicina alla Russia". Si decise per l'isolotto di San Michele, volontà già espressa ironicamente dallo stesso Brodskij in una lettera all'amico Andrej Sergeev. Dal 21 giugno 1997 Brodskij riposa nel cimitero di San Michele.

## Eredità
Secondo Andrej Rančin, professore di letteratura russa dell'МGU, Brodskij è l'unico poeta contemporaneo russo a essere già entrato di diritto tra i classici. Nessun altro scrittore è stato fatto oggetto di così tanta memorialistica e di una tale quantità di conferenze a lui dedicate. Quasi per paradosso, se da un lato si moltiplicano le opere e i convegni che hanno come soggetto Brodskij, tuttavia una richiesta dello stesso autore vuole che amici e parenti si astengano dalla stesura di una sua biografia, mentre una vera e propria disposizione testamentaria vieta tassativamente (complice anche la legge russa sulla privacy) che siano pubblicati materiali inediti e personali di Brodskij fino al 2071.
I materiali inediti, quasi tutti conservati alla Beinecke Library negli Stati Uniti sono accessibili, solo per fini scientifici, previa autorizzazione, ma non pubblicabili. Tra le edizioni postume dell'opera di Brodskij si annoverano il già citato Pejzaž s Navodneniem e una raccolta di poesie per bambini, in russo, dal titolo Slon i Marus'ka (2011).
A San Pietroburgo è stata creata la Fondazione del Museo letterario di Iosif Brodskij, con lo scopo di rendere visitabile la casa di Brodskij a Pietroburgo.
A partire dal 2014, con l'inizio del conflitto russo-ucraino, una sua lirica inedita, mai pubblicata dall'autore e letta in pubblico solo due volte, ha avuto ampia diffusione da parte del regime di Vladimir Putin: il testo del 1990 Sull'indipendenza dell'Ucraina, critica la divisione tra russi e ucraini al momento della fine dell'URSS, criticando Taras Shevchenko, poeta nazionalista del XIX secolo, a cui viene contrapposto Aleksandr Pushkin; nella poesia Brodskij utilizza termini razzisti (khokols, "ciuffo di cereali") e mostra un atteggiamento definito "imperialista" verso gli ucraini, ai quali viene rinfacciato anche un ruolo nell'Olocausto. La paternità della lirica, ritenuta da alcuni critici letterariamente scadente, fu messa in dubbio per anni.

## Opere

### Opere in russo
- Бродский И. Стихотворения и поэмы. — Washington — New York: Inter-Language Literary Associates, 1965.
- Бродский И. Остановка в пустыне / пред. N.N. (А. Найман). — New York: Изд-во им. Чехова, 1970. Ann Arbor: Ardis, 1988 (испр.).
- Бродский И. Конец прекрасной эпохи: Стихотворения 1964—1971. — Ann Arbor: Ardis, 1977. СПб.: Пушкинский фонд, 2000.
- Бродский И. Часть речи: Стихотворения 1972—1976. — Ann Arbor: Ardis, 1977. СПб.: Пушкинский фонд, 2000.
- Бродский И. Римские элегии. — New York: Russica Publishers, 1982.
- Бродский И. Новые стансы к Августе (Стихи к М. Б., 1962—1982). — Ann Arbor: Ardis, 1983. СПб.: Пушкинский фонд, 2000.
- Бродский И. Мрамор. — Ann Arbor: Ardis, 1984.
- Бродский И. Урания. — Ann Arbor: Ardis, 1987, 1989 (испр.).
- Бродский И. Примечания папоротника. — Bromma, Sweden: Hylaea, 1990.
- Бродский И. Осенний крик ястреба: стихотворения 1962—1989 годов / сост. О. Абрамович. — Ленинград: ЛО ИМА-пресс при содействии МГП «Петрополис», 1990.
- Иосиф Бродский размером подлинника / сборник, посвящённый 50-летию поэта (проза и интервью И. Бродского, а также статьи о нём), сост. Г. Комаров. — *Ленинград-Таллин: Изд-во Таллинского центра Московской штаб-квартиры МАДПР, 1990.
- Бродский И. Стихотворения / сост. Я. Гордин. — Таллинн: совместное издание издательств «Ээсти раамат» и «Александра», 1991.
- Бродский И. Каппадокия. Стихи. — СПб.: приложение к альманаху Петрополь, 1993.
- Бродский И. В окрестностях Атлантиды. Новые стихотворения. — СПб.: Пушкинский фонд, 1995.
- Бродский И. Пейзаж с наводнением. — Dana Point: Ardis, 1996. СПб.: Пушкинский фонд, 2000 (испр. и доп.).
- Бродский И. Сочинения Иосифа Бродского: В 4 т. / сост. Г. Комаров. — СПб.: Пушкинский фонд, 1992—1995.
- Бродский И. Сочинения Иосифа Бродского: В 7 т. / ред. Я. Гордин. — СПб.: Пушкинский фонд, 1997—2001.
- Бродский И. Изгнание из рая: Избранные переводы / ред. Я. Клоц. — СПб: Азбука, 2010.
- Бродский И. Стихотворения и поэмы: В 2 т. / сост. и прим. Л. Лосев. — СПб.: Пушкинский дом, 2011.
- Бродский И. Слон и Маруська / илл. И. Ганзенко. — СПб: Азбука, 2011.

### Opere in inglese
- Joseph Brodsky, Elegy to John Donne, and other poems, a cura di Nicholas Bethell, Longmans anno=1967,  p. 77.
- Joseph Brodsky. Selected poems. — New York: Harper & Row, 1973.
- Joseph Brodsky. A Part of Speech. — New York: Farrar, Straus & Giroux, 1980.
- Joseph Brodsky. Less Than One: Selected Essays. — New York: Farrar, Straus & Giroux, 1986.
- Joseph Brodsky. To Urania. — New York: Farrar, Straus & Giroux, 1988.
- Joseph Brodsky. Marbles: a Play in Three Acts / translated by Alan Myers with Joseph Brodsky. — New York: Farrar, Straus & Giroux, 1989.
- Joseph Brodsky. Watermark. — New York: Farrar, Straus and Giroux; London: Hamish Hamilton, 1992.
- Joseph Brodsky. On Grief and Reason: Essays. — New York: Farrar, Straus & Giroux, 1995.
- Joseph Brodsky. So Forth: Poems. — New York: Farrar, Straus & Giroux, 1996.
- Joseph Brodsky. Collected Poems in English, 1972—1999 / edited by Ann Kjellberg. — New York: Farrar, Straus & Giroux, 2000.
- Joseph Brodsky. Nativity Poems / Bilingual Edition. — New York: Farrar, Straus & Giroux, 2001.

### Opere tradotte in italiano
- AA.VV., La primavera di Mosca, Milano, Jaca Book, 1979, ISBN 978-88-16-45041-7.
- Poesie (1972-1985), a cura di G. Buttafava, Collana Biblioteca n.165, Milano, Adelphi, 1986, ISBN 978-88-459-0646-6.
- Fuga da Bisanzio, traduzione di Gilberto Forti, Collana Biblioteca n.180, Milano, Adelphi, 1987, ISBN 978-88-459-0250-5. - Collana Gli Adelphi N.497, Milano, Adelphi, 2016, ISBN 978-88-459-3076-8.
- Fermata nel deserto, 2ª ed., Mondadori, 1987,  p. 154, ISBN 978-88-04-31058-7.
- Dall'esilio, traduzione di G. Forti e G. Buttafava, 7ª ed., Milano, Adelphi, 1988,  p. 125, ISBN 978-88-459-0285-7.
- Un volto non comune. Discorso per il premio Nobel, Milano, Adelphi, 1988.
- Poesie. Prose, Torino, UTET, 1989, ISBN 978-88-02-04298-5.
- Fondamenta degli incurabili, traduzione di G. Forti, 18ª ed., Milano, Adelphi, 1991,  p. 108, ISBN 978-88-459-0808-8.
- Marmi, traduzione di Fausto Malcovati, Piccola biblioteca n.347, Milano, Adelphi, 1995,  p. 109, ISBN 978-88-459-1114-9.
- Poesie italiane, 2ª ed., Milano, Adelphi, 1996,  p. 125, ISBN 978-88-459-1263-4.
- Dolore e Ragione, 3ª ed., Milano, Adelphi, 1998,  p. 267, ISBN 978-88-459-1401-0.
- Profilo di Clio, 2ª ed., Milano, Adelphi, 2003,  p. 289, ISBN 88-459-1767-3.
- Poesie di Natale, Milano, Adelphi, 2004,  p. 97, ISBN 978-88-459-1929-9.
- Gorbunov e Gorčakov, collana Letteratura russa contemporanea, Bari, Laterza, 2010, ISBN 978-88-420-9446-3.
- Il canto del pendolo, traduzione di G. Forti, Collana Biblioteca n.190, Milano, Adelphi, 2011, ISBN 978-88-459-0272-7.
- Conversazioni, a cura di Cynthia L. Haven, trad. Matteo Compagnoli, La Collana dei Casi n.110, Milano, Adelphi, 2015, ISBN 978-88-459-3021-8.
- E così via. Testo inglese e russo a fronte, Collana Biblioteca n.679, Milano, Adelphi, 2017, ISBN 978-88-459-3231-1.